# Kidō Senshi Gundam: Vol. 2 - -Jaburo-
Kidō Senshi Gundam: Vol. 2 - -Jaburo- (機動戦士ガンダム Vol.2 -JABURO-) est un jeu vidéo de stratégie développé et édité par Bandai en août 2001 sur WonderSwan Color. C'est une adaptation en jeu vidéo de la série basée sur l'anime Mobile Suit Gundam. C'est le deuxième opus d'une série de trois jeux vidéo,.

## Série
1. Kidō Senshi Gundam: Vol. 1 - -Side7- : 2001, WonderSwan Color
2. Kidō Senshi Gundam: Vol. 2 - -Jaburo-
3. Kidō Senshi Gundam: Vol. 3 - -A Baoa Qu- : 2002, WonderSwan Color